# Fundación Parques PAN

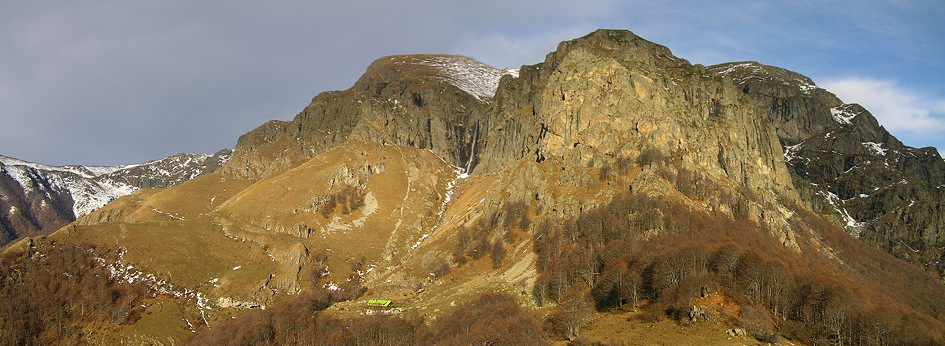
Parque nacional de los Balcanes Centrales, Bulgaria

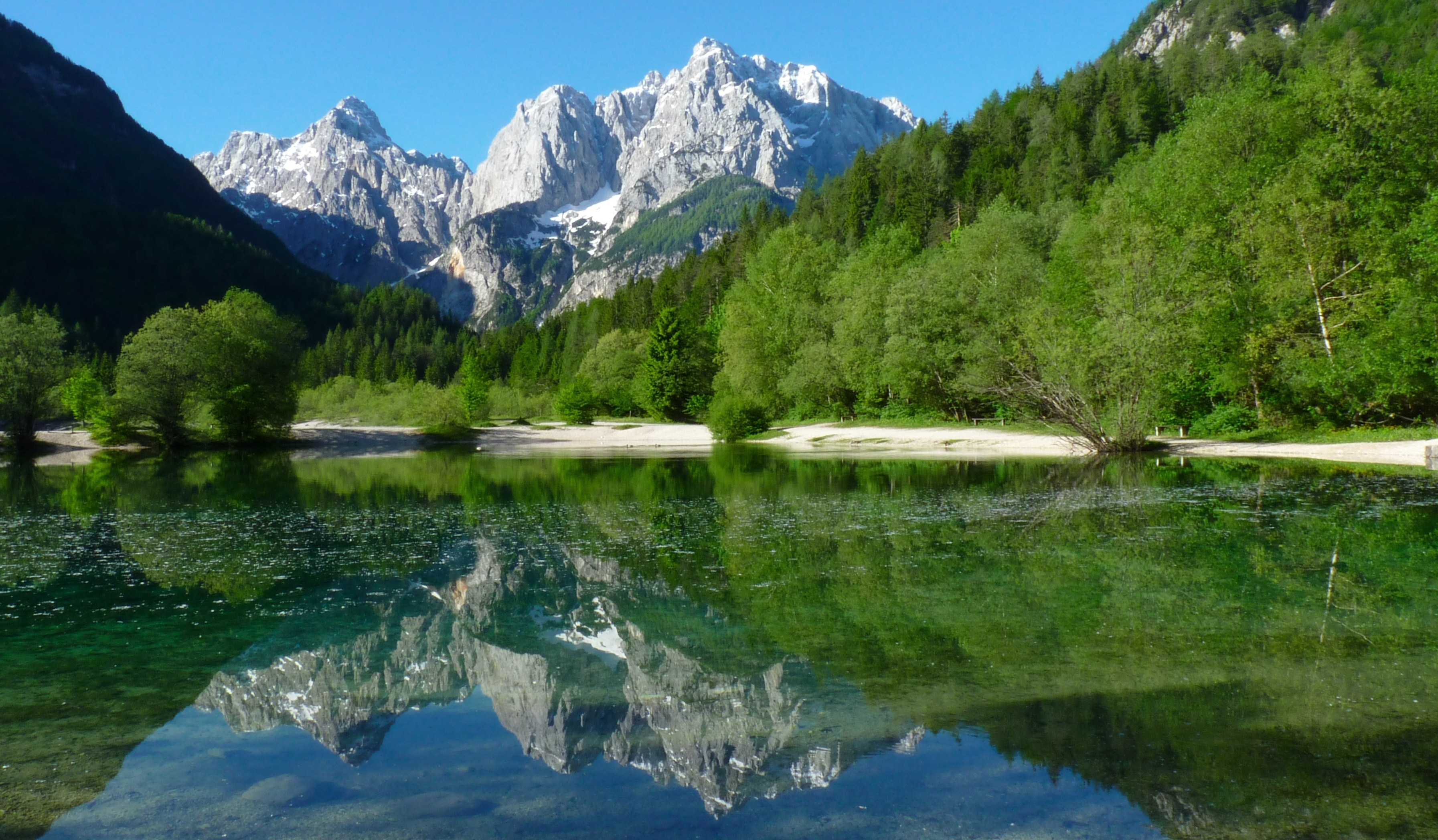
Parque nacional Triglav, un «socio-virgen»

La Fundación Parques PAN (del inglés: PAN Parks Foundation) es una organización no gubernamental que tiene como objetivo proteger las áreas vírgenes e Europa. PAN es el acrónimo en inglés de Protected area network, «red área protegida». Tiene su sede en Győr, Hungría.
La Fundación de Parques PAN fue fundada en 1998 por el Fondo Mundial para la Naturaleza y la compañía neerlandesa de viajes Molecaten, con el fin de crear parques nacionales en Europa, según el modelo de los parques nacionales Yellowstone y Yosemite en Norteamérica. Los objetivos de la organización son crear una red de espacios naturales vírgenes o salvajes (wilderness) europeos en los que la naturalidad y la alta calidad de las instalaciones turísticas se equilibren con la protección ambiental y el desarrollo local sostenible. Se intenta lograr esto a través de un proceso de auditoría y verificación, lo que le permite certificar los parques propiedad de los socios que cumplen determinadas normas, combinado con la incidencia política a nivel local y europeo.

## Parques certificados PAN
En 2013, los parques PAN certificados eran 13 y también había otras 27 áreas calificadas como socios-virgenes. Eran las siguientes:
| Nombre del área protegida                              | País        | Estatus      | Área    | Coordenadas                        | Página web (sitio de la Fundación)                                                                |
| ------------------------------------------------------ | ----------- | ------------ | ------- | ---------------------------------- | ------------------------------------------------------------------------------------------------- |
| Parque nacional de los Balcanes Centrales              | Bulgaria    | Parque PAN   | 21 019  | Coordenadas: Formato no reconocido |                                                                                                   |
| Parque nacional de Fulufjället                         | Suecia      | Parque PAN   | 22 140  | Coordenadas: Formato no reconocido |                                                                                                   |
| Parque nacional de la Majella                          | Italia      | Parque PAN   | 25 500  | Coordenadas: Formato no reconocido |                                                                                                   |
| Parque nacional Oulanka                                | Finlandia   | Parque PAN   | 2000    | Coordenadas: Formato no reconocido |                                                                                                   |
| Parque nacional Paanajärvi                             | Rusia       | Parque PAN   | 103 853 | Coordenadas: Formato no reconocido |                                                                                                   |
| Parque nacional Retezat                                | Rumania     | Parque PAN   | 14 215  | Coordenadas: Formato no reconocido |                                                                                                   |
| Parque nacional Rila                                   | Bulgaria    | Parque PAN   | 16 350  | Coordenadas: Formato no reconocido |                                                                                                   |
| Parque nacional de Borjomi-Kharagauli                  | Georgia     | Parque PAN   | 50 325  | Coordenadas: Formato no reconocido |                                                                                                   |
| Parque nacional del archipiélago marino                | Finlandia   | Parque PAN   | 10 600  | Coordenadas: Formato no reconocido |                                                                                                   |
| Parque nacional de Peneda-Gerês                        | Portugal    | Parque PAN   | 5000    | Coordenadas: Formato no reconocido |                                                                                                   |
| Parque nacional de Soomaa                              | Estonia     | Parque PAN   | 11 000  | Coordenadas: Formato no reconocido |                                                                                                   |
| Parque nacional de Čepkeliai-Dzūkija                   | Lituania    | Parque PAN   | 13 004  | Coordenadas: Formato no reconocido |                                                                                                   |
| Parque nacional de las Montañas Küre                   | Turquía     | Parque PAN   | 26 162  | Coordenadas: Formato no reconocido |                                                                                                   |
| Reserva Natural del Delta del Volga                    | Rusia       | Socio-virgen | 87 000  | Coordenadas: Formato no reconocido |                                                                                                   |
| Parque nacional Białowieża                             | Bielorrusia | Socio-virgen | 57 051  | Coordenadas: Formato no reconocido |                                                                                                   |
| Reserva Natural Polistovsky                            | Rusia       | Socio-virgen | 52 000  | Coordenadas: Formato no reconocido |                                                                                                   |
| Reserva de la biosfera de Astracán                     | Rusia       | Socio-virgen | 36 317  | Coordenadas: Formato no reconocido |                                                                                                   |
| Reserva natural de Osetia del Norte                    | Rusia       | Socio-virgen | 35 000  | Coordenadas: Formato no reconocido |                                                                                                   |
| Parque nacional Triglav                                | Eslovenia   | Socio-virgen | 29 430  | Coordenadas: Formato no reconocido |                                                                                                   |
| Reserva Shikarhogh-Zangezur                            | Armenia     | Socio-virgen | 27 991  | Coordenadas: Formato no reconocido |                                                                                                   |
| Reserva de la biosfera-Reserva noreste de Minsk        | Bielorrusia | Socio-virgen | 27 204  | Coordenadas: Formato no reconocido | (enlace roto disponible en Internet Archive; véase el historial, la primera versión y la última). |
| Parque nacional Lagodechi                              | Georgia     | Socio-virgen | 22 258  | Coordenadas: Formato no reconocido |                                                                                                   |
| Parque nacional Bieszczady                             | Polonia     | Socio-virgen | 18 554  | Coordenadas: Formato no reconocido |                                                                                                   |
| Parque nacional de Arevik                              | Armenia     | Socio-virgen | 18 434  | Coordenadas: Formato no reconocido |                                                                                                   |
| Parque nacional suizo                                  | Suiza       | Socio-virgen | 17 030  | Coordenadas: Formato no reconocido |                                                                                                   |
| Reserva Chosrow                                        | Armenia     | Socio-virgen | 15 492  | Coordenadas: Formato no reconocido |                                                                                                   |
| Parque nacional Biebrza-Flusstal                       | Polonia     | Socio-virgen | 7361    | Coordenadas: Formato no reconocido |                                                                                                   |
| Parque nacional Rodna                                  | Rumania     | Socio-virgen | 6000    | Coordenadas: Formato no reconocido |                                                                                                   |
| Reserva Total Jüterborg                                | Alemania    | Socio-virgen | 4700    | Coordenadas: Formato no reconocido |                                                                                                   |
| Parque nacional Gorce                                  | Polonia     | Socio-virgen | 3611    | Coordenadas: Formato no reconocido |                                                                                                   |
| Parque nacional de Prespa                              | Albania     | Socio-virgen | 3600    | Coordenadas: Formato no reconocido |                                                                                                   |
| Reserva Total Lieberose                                | Alemania    | Socio-virgen | 2600    | Coordenadas: Formato no reconocido |                                                                                                   |
| Parque nacional Cheile Bicazului-Hășmaș                | Rumania     | Socio-virgen | 2392    | Coordenadas: Formato no reconocido |                                                                                                   |
| Parque nacional Archipiélago de la Magdalena (Cerdeña) | Italia      | Socio-virgen | 2374    | Coordenadas: Formato no reconocido |                                                                                                   |
| Parque nacional del Valle del Bajo Óder                | Alemania    | Socio-virgen | 2248    | Coordenadas: Formato no reconocido |                                                                                                   |
| Parque nacional Hainich                                | Alemania    | Socio-virgen | 1500    | Coordenadas: Formato no reconocido |                                                                                                   |
| Reserva Total Heidehof                                 | Alemania    | Socio-virgen | 1400    | Coordenadas: Formato no reconocido |                                                                                                   |
| Parque nacional krai de Zacharovanyj                   | Ucrania     | Socio-virgen | 1332    | Coordenadas: Formato no reconocido | (enlace roto disponible en Internet Archive; véase el historial, la primera versión y la última). |
| Parque nacional Grădiștea Muncelului-Cioclovina        | Rumania     | Socio-virgen | 683     | Coordenadas: Formato no reconocido |                                                                                                   |
| Parque natural de Poblet                               | España      | Socio-virgen | 400     | Coordenadas: Formato no reconocido |                                                                                                   |
|                                                        | 21 países   |              | 805 130 |                                    |                                                                                                   |